# Veronika Walterfang
Veronika Walterfang (* 20. August 1955) ist eine ehemalige deutsche Ruderin. Ihr größter Erfolg war die Silbermedaille im Doppelvierer bei den Weltmeisterschaften 1978.

## Sportliche Karriere
Veronika Walterfang trat 1977 für das Institut für Leibesübungen an der Universität zu Köln an. Ab 1978 startete sie für den Kölner Ruderverein von 1877. Von 1978 bis 1980 gewann der Doppelvierer mit Steuermann bei den Deutschen Meisterschaften in der Besetzung Anne Dickmann, Veronika Walterfang, Petra Finke, Sabine Reuter und Kathrien Plückhahn dreimal den Titel.
Bei den Weltmeisterschaften 1977 in Amsterdam ruderten Sabine Reuter, Veronika Walterfang, Petra Finke, Brigitte Bandura und Birgit Hochgürtel auf den vierten Platz mit zwei Sekunden Rückstand auf die drittplatzierten Bulgarinnen. Im Jahr darauf bei den Weltmeisterschaften 1978 auf dem Lake Karapiro in Neuseeland belegten Anne Dickmann, Veronika Walterfang, Petra Finke, Sabine Reuter und Kathrien Plückhahn den zweiten Platz mit 1,42 Sekunden Rückstand auf die Bulgarinnen. 1979 ruderte bei den Weltmeisterschaften in Bled Karin Belzer für Dickmann. Die Crew belegte in dieser Besetzung nur den neunten Platz. 1980 verpassten die Ruderinnen aus der Bundesrepublik Deutschland die Teilnahme an der olympischen Ruderregatta wegen des Olympiaboykotts.